# 科特加州鰩
科特加州鰩（學名：Caliraja cortezensis），又稱柯特鰩，為軟骨魚綱鰩目鰩科加州鰩屬的一種，分布於中東太平洋加利福尼亞灣海域，為特有種，深度15至90公尺，體長可達39公分，棲息在大陸棚海域，為底棲性魚類，屬肉食性，卵生，卵囊為長方形並有堅硬角狀突起，生活習性不明。